# Orthetrum signiferum
Orthetrum signiferum är en trollsländeart som beskrevs av Maurits Anne Lieftinck 1926. Orthetrum signiferum ingår i släktet Orthetrum och familjen segeltrollsländor. Inga underarter finns listade i Catalogue of Life.